# Język serui-laut
Język serui-laut, także arui – język austronezyjski używany w prowincji Papua w Indonezji (kabupaten Kepulauan Yapen). Według danych szacunkowych z 1987 r. (SIL International) posługiwało się nim wówczas 1200 osób.
Jego terytorium obejmuje niektóre wsie w rejonie miasta Serui, na południowym wybrzeżu wyspy Yapen. W 1961 r. do obszaru tego języka zaliczono miejscowości Serui-Laut i Kanawa oraz wyspę Nau. Dodatkowo jego użytkownicy zamieszkiwali wsie Mariarotu, Aromarea i Ariepi. Serui-laut jest blisko spokrewniony z ambai-menawi.
W języku serui-laut występuje piątkowo-dwudziestkowy system liczbowy.
Jest zagrożony wymarciem. Nie wykształcił piśmiennictwa.